# Saint-Vaast-en-Chaussée
Saint-Vaast-en-Chaussée és un municipi francès situat al departament del Somme i a la regió dels Alts de França. L'any 2007 tenia 511 habitants.

## Demografia

### Població

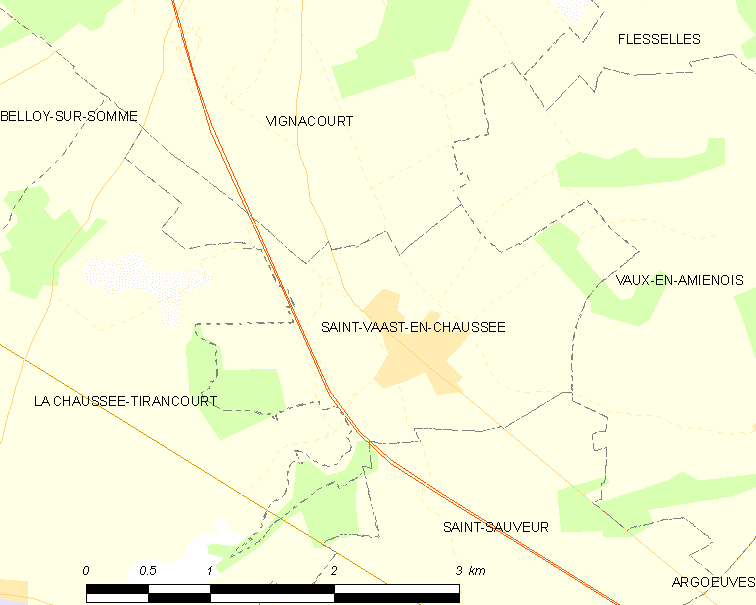

El 2007 la població de fet de Saint-Vaast-en-Chaussée era de 511 persones. Hi havia 188 famílies de les quals 28 eren unipersonals (20 homes vivint sols i 8 dones vivint soles), 74 parelles sense fills i 86 parelles amb fills.

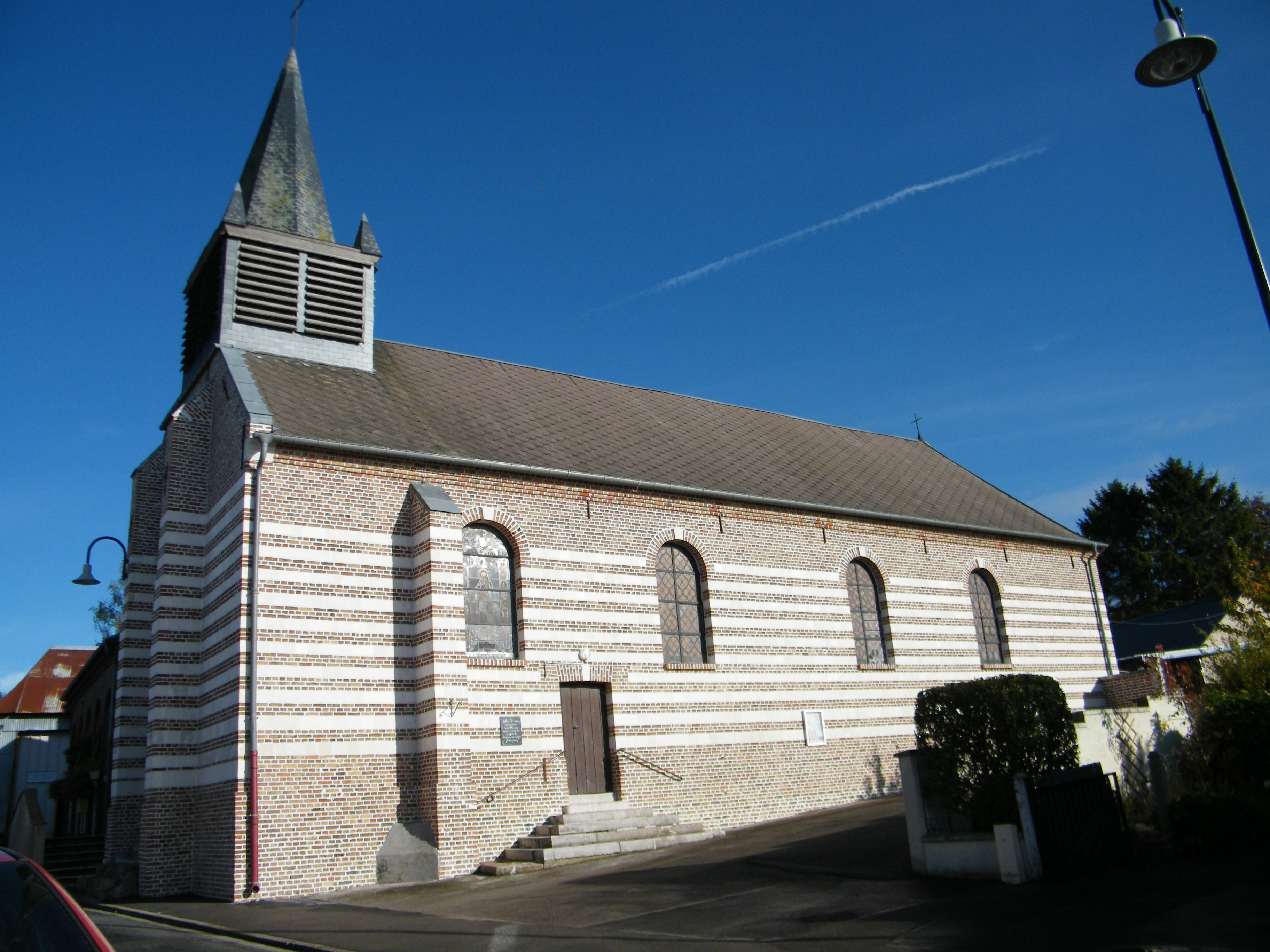

La població ha evolucionat segons el següent gràfic:
Habitants censats

### Habitatges

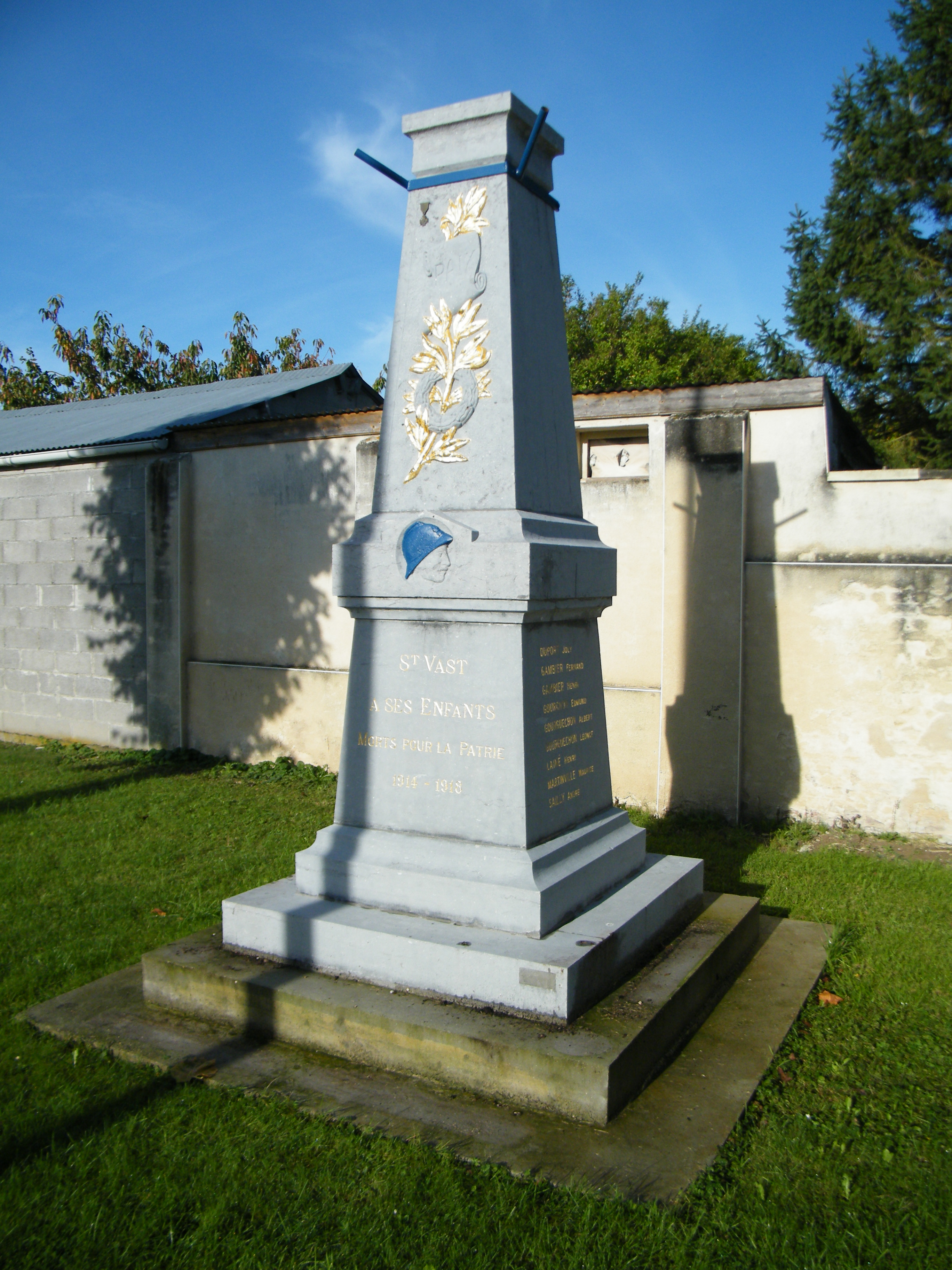

El 2007 hi havia 186 habitatges, 185 eren l'habitatge principal de la família i 1 estava desocupat. Tots els 186 habitatges eren cases. Dels 185 habitatges principals, 165 estaven ocupats pels seus propietaris, 18 estaven llogats i ocupats pels llogaters i 2 estaven cedits a títol gratuït; 10 tenien tres cambres, 46 en tenien quatre i 129 en tenien cinc o més. 159 habitatges disposaven pel capbaix d'una plaça de pàrquing. A 65 habitatges hi havia un automòbil i a 111 n'hi havia dos o més.

### Piràmide de població
La piràmide de població per edats i sexe el 2009 era:
| Homes | Edats   | Dones |
| ----- | ------- | ----- |
| 0     | 95 o +  | 0     |
| 0     | 90 a 94 | 0     |
| 0     | 85 a 89 | 0     |
| 0     | 80 a 84 | 4     |
| 16    | 75 a 79 | 0     |
| 4     | 70 a 74 | 12    |
| 0     | 65 a 69 | 4     |
| 8     | 60 a 64 | 8     |
| 24    | 55 a 59 | 4     |
| 28    | 50 a 54 | 32    |
| 32    | 45 a 49 | 28    |
| 12    | 40 a 44 | 20    |
| 24    | 35 a 39 | 16    |
| 20    | 30 a 34 | 24    |
| 24    | 25 a 29 | 28    |
| 16    | 20 a 24 | 12    |
| 36    | 15 a 19 | 12    |
| 24    | 10 a 14 | 16    |
| 16    | 5 a 9   | 20    |
| 20    | 0 a 4   | 32    |

## Economia

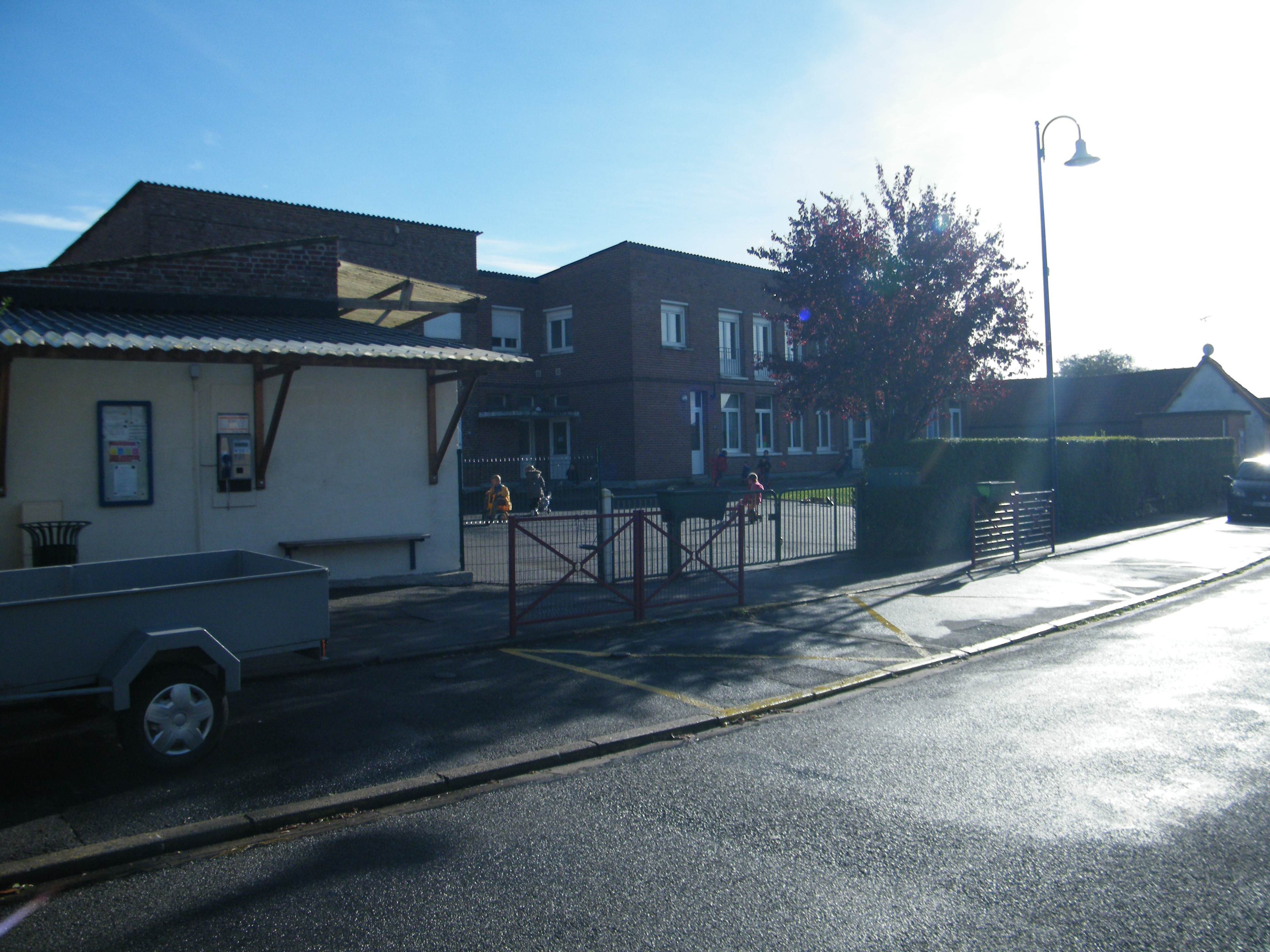

El 2007 la població en edat de treballar era de 362 persones, 263 eren actives i 99 eren inactives. De les 263 persones actives 245 estaven ocupades (132 homes i 113 dones) i 18 estaven aturades (6 homes i 12 dones). De les 99 persones inactives 34 estaven jubilades, 37 estaven estudiant i 28 estaven classificades com a «altres inactius».

### Ingressos
El 2009 a Saint-Vaast-en-Chaussée hi havia 189 unitats fiscals que integraven 503 persones, la mediana anual d'ingressos fiscals per persona era de 21.522 €.

### Activitats econòmiques
Dels 9 establiments que hi havia el 2007, 1 era d'una empresa de fabricació de material elèctric, 4 d'empreses de construcció, 1 d'una empresa de comerç i reparació d'automòbils, 1 d'una empresa de transport, 1 d'una empresa de serveis i 1 d'una empresa classificada com a «altres activitats de serveis».
Dels 4 establiments de servei als particulars que hi havia el 2009, 1 era un paleta, 1 guixaire pintor, 1 fusteria i 1 empresa de construcció.
L'any 2000 a Saint-Vaast-en-Chaussée hi havia 8 explotacions agrícoles que ocupaven un total de 784 hectàrees.

## Equipaments sanitaris i escolars
L'únic equipament sanitari que hi havia el 2009 era una farmàcia.
El 2009 hi havia una escola elemental integrada dins d'un grup escolar amb les comunes properes formant una escola dispersa.

## Poblacions més properes
El següent diagrama mostra les poblacions més properes.